# Siala Gundi (Huristak)
Siala Gundi is een bestuurslaag in het regentschap Padang Lawas van de provincie Noord-Sumatra, Indonesië. Siala Gundi telt 911 inwoners (volkstelling 2010).